# Cheirodon interruptus
Cheirodon interruptus (mojarra de agua dulce) es una especie de peces de la familia Characidae en el orden de los Characiformes.

## Morfología
Los machos pueden llegar alcanzar los 5,8 cm de longitud total y las hembras 6.

## Reproducción
Es ovíparo.

## Hábitat

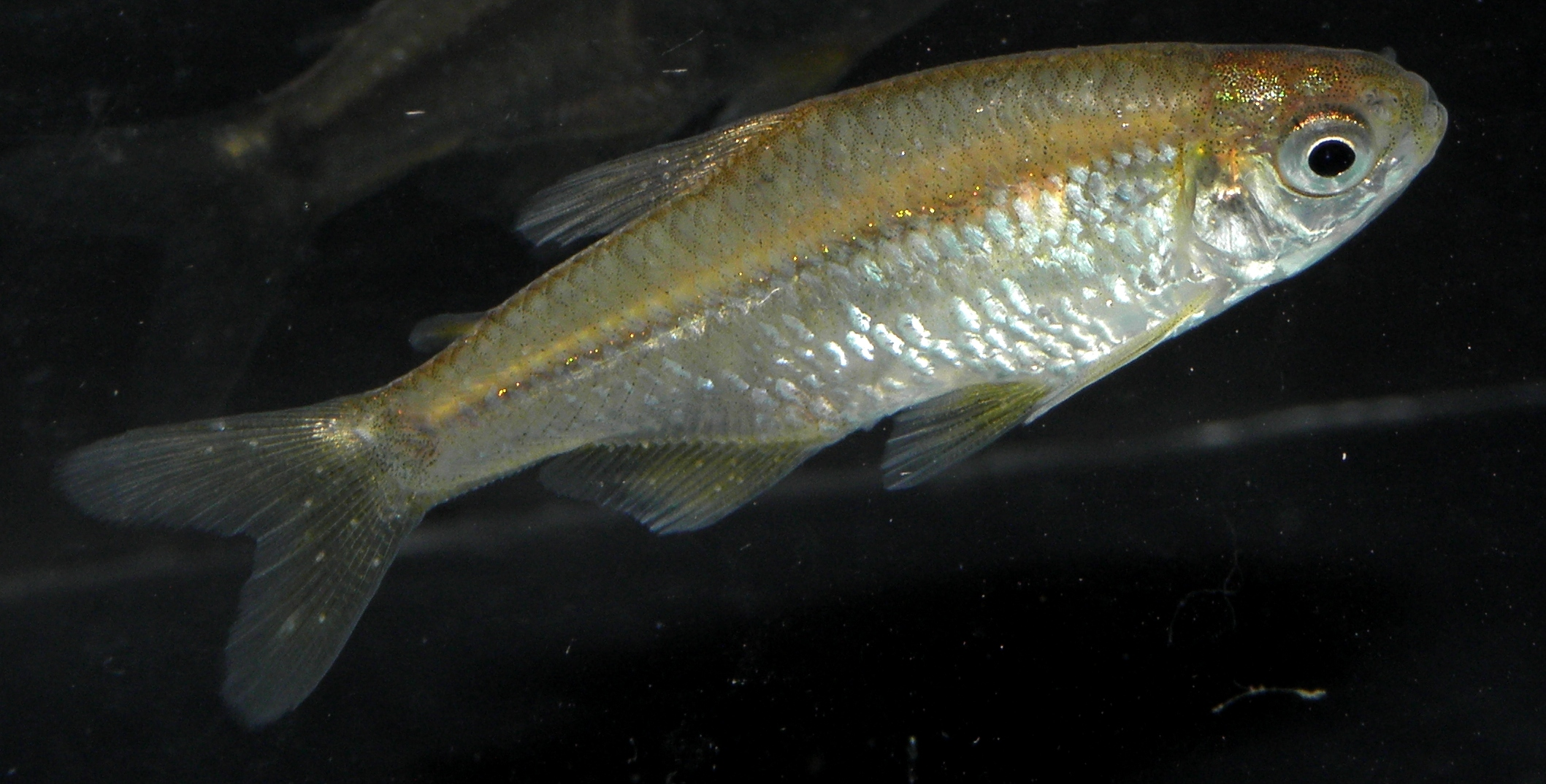
Mojarrita (Cheirodon interruptus).

Cheirodon interruptus, mayormente conocida como mojarra, es una especie autóctona que presenta una amplia distribución en Argentina, especialmente en la región pampeana, abarcando tanto ambientes lóticos (el adjetivo lótico se refiere al agua fluvial), como lénticos (término que abarca las aguas terrestres relativamente estancadas, tales como lagos y estanques). Su distribución abarca desde reservorios de agua dulce o salada, permanentes o estacionales y ríos y arroyos que comprenden cuerpos de agua corriente dulce o salada, permanentes o estacionales.

## Distribución geográfica
Se encuentran en Sudamérica en los ríos de la vertiente atlántica entre el río Tramandaí (Brasil) y el río Colorado (Argentina), incluyendo el Paraná, el Uruguay, río Napostá Chico del interior de la Provincia de Buenos Aires y Laguna dos Patos. Ha sido introducido en los ríos de la vertiente del Pacífico de Chile, como el Choapa, el Quilimarí, el Estero Quintero, el Estero Catapilco, el Estero Casablanca, el Estero Limache y el lago Peñuelas. También se encuentra un población muy importante en Venezuela en los ríos Orinoco, Portuguesa y río Tirgua, actual río San Carlos. En el Estado Cojedes del mencionado país se encuentran en sus causes grandes variedades de Cheirodon, representando la región venezolana con mayor población de esta especie.